# Copelatus baculiformis
Copelatus baculiformis är en skalbaggsart som beskrevs av Guignot 1955. Copelatus baculiformis ingår i släktet Copelatus och familjen dykare. Inga underarter finns listade i Catalogue of Life.